# Mateo Chávez
Mateo Chávez García (San Pedro Garza García, 12 mei 2004) is een Mexicaans voetballer die doorgaans speelt als linksback. In juni 2025 verruilde hij CD Guadalajara voor AZ. Chávez maakte in 2025 zijn debuut in het Mexicaans voetbalelftal. Hij is de zoon van voormalig voetballer Paulo Chávez.

## Clubcarrière
Chávez speelde vanaf 2019 in de jeugdopleiding van CD Guadalajara. Vanaf de zomer van 2022 ging hij ervaring opdoen bij CD Tapatío, het tweede elftal van de club uitkomend op het tweede niveau. Op dit niveau werd hij met zijn team direct kampioen en ook de eerste helft van de jaargang erop speelde hij daar.
De verdediger werd in januari 2024 overgeheveld naar het eerste elftal. Zijn debuut hierin maakte hij op 14 januari, thuis tegen Santos Laguna. Die club kwam door een treffer van Harold Preciado op voorsprong, waarna Érick Gutiérrez in de blessuretijd van de tweede helft zorgde voor de beslissende 1–1. Chávez mocht van coach Fernando Gago in de basis beginnen en hij werd tien minuten voor het einde van de reguliere speeltijd naar de kant gehaald ten faveure van Antonio Briseño.
In april 2025 werd Chávez in verband gebracht met AZ, wat bevestigd werd door technisch directeur Max Huiberts. Een maand later werd de overgang definitief aangekondigd. Voor circa twee miljoen euro werd Chávez door AZ aangetrokken en hij tekende een contract voor vijf seizoenen ingaande per 16 juni 2025. Daarmee speelde AZ in op een mogelijk zomers vertrek van David Møller Wolfe.

## Clubstatistieken
| Seizoen | Club           | Competitie           | Competitie | Competitie | Beker | Beker | Internationaal | Internationaal | Totaal | Totaal |
| Seizoen | Club           | Competitie           | Wed.       | Dlp.       | Wed.  | Dlp.  | Wed.           | Dlp.           | Wed.   | Dlp.   |
| ------- | -------------- | -------------------- | ---------- | ---------- | ----- | ----- | -------------- | -------------- | ------ | ------ |
| 2022/23 | CD Tapatío     | Liga de Expansión MX | 27         | 0          | 0     | 0     | —              | —              | 27     | 0      |
| 2023/24 | CD Tapatío     | Liga de Expansión MX | 12         | 2          | 0     | 0     | —              | —              | 12     | 2      |
| 2023/24 | CD Guadalajara | Liga MX              | 11         | 0          | 0     | 0     | 2              | 0              | 13     | 0      |
| 2024/25 | CD Guadalajara | Liga MX              | 26         | 0          | 0     | 0     | 5              | 0              | 31     | 0      |
| 2025/26 | AZ             | Eredivisie           | 1          | 0          | 0     | 0     | 2              | 0              | 3      | 0      |
| Totaal  | Totaal         | Totaal               | 77         | 2          | 0     | 0     | 7              | 0              | 86     | 2      |

Bijgewerkt op 16 augustus 2025.

## Interlandcarrière
Chávez werd in juni 2025 door bondscoach Javier Aguirre opgenomen in de selectie van het Mexico voor de CONCACAF Gold Cup 2025. Twee dagen later maakte hij zijn debuut in de nationale ploeg, tijdens een vriendschappelijke wedstrijd tegen Zwitserland. Door doelpunten van Santiago Giménez en Ángel Sepúlveda en tegentreffers van Breel Embolo, Zeki Amdouni, Dan Ndoye en Fabian Rieder ging het duel met 2–4 verloren. Chávez mocht van Aguirre in de basisopstelling beginnen en hij speelde het gehele duel mee.
| Interlands van Mateo Chávez voor Mexico | Interlands van Mateo Chávez voor Mexico | Interlands van Mateo Chávez voor Mexico | Interlands van Mateo Chávez voor Mexico | Interlands van Mateo Chávez voor Mexico | Interlands van Mateo Chávez voor Mexico | Interlands van Mateo Chávez voor Mexico |
| №                                       | Datum                                   | Wedstrijd                               | Uitslag                                 | Competitie                              | Goals                                   |                                         |
| Als speler bij CD Guadalajara           | Als speler bij CD Guadalajara           | Als speler bij CD Guadalajara           | Als speler bij CD Guadalajara           | Als speler bij CD Guadalajara           | Als speler bij CD Guadalajara           | Als speler bij CD Guadalajara           |
| --------------------------------------- | --------------------------------------- | --------------------------------------- | --------------------------------------- | --------------------------------------- | --------------------------------------- | --------------------------------------- |
| 1                                       | 7 juni 2025                             | Mexico – Zwitserland                    | 2 – 4                                   | Vriendschappelijk                       |                                         |                                         |

Bijgewerkt op 16 augustus 2025.

## Erelijst
| Liga de Expansión MX | 1 | 2022/23 |